# МСП (пистолет)
МСП «Гроза» (Малогабаритный Специальный Пистолет; Индекс ГРАУ — 6П24) или иногда ТОЗ-37 М — советский бесшумный двуствольный пистолет,  созданный в ЦНИИточмаш по заказу КГБ СССР в 1965 году и принятый на вооружение 24 августа 1972 года в соответствии с приказом министра обороны СССР № 145. На начальном этапе разработки подразумевалось использование патрона замкнутого типа СП-2, однако принятие пистолета на вооружение состоялось вместе с более совершенным патроном СП-3 (7,62×38 мм СП-3).
Имеются сведения, что данный пистолет нашел некоторое применение во время войны в Афганистане и в Центральной Америке в течение холодной войны. В настоящее время снят с производства ввиду появления более мощных патронов замкнутого типа (см. например СП-4) и более удачных образцов оружия малого демаскирующего действия.

## Конструкция
Бесшумность применения достигается путём запирания пороховых газов в гильзе патрона СП-3. Оба пистолетных ствола располагаются в поворотном блоке вертикально друг над другом; блок стволов закреплён на раме пистолета с помощью переднего шарнира. Каждый ствол снабжён собственным курком и имеет шесть нарезов; нарезка обоих стволов — правая. Между стволами предусмотрен штырь-экстрактор. Для запирания блока стволов на нём имеется фиксирующий вырез под выступ рамки и подствольный крюк. Во избежание непреднамеренного выстрела спусковая тяга блокируется предохранителем таким образом, что заряжание пистолета и взведение курков может происходить при любом его положении.
Ударно-спусковой механизм полностью утоплен внутри рукоятки пистолета; при первом нажатии на спусковой крючок инициируется выстрел из нижнего ствола, при втором — из верхнего. Ход спускового крюка составляет 6 мм при усилии спуска 1,5-3,0 кгс. Открытый прицел позволяет вести огонь на расстоянии до 25 метров, заводская пристрелка, как правило, не требуется. Гарантийный ресурс каждого ствола составляет 500 выстрелов (или 1000 выстрелов на блок).
При использовании патронов СП-2 было обнаружено, что из пистолета МСП возможно ведение огня под водой. В связи с этим, на базе Тульского артиллерийского инженерного училища под руководством полковника Ю. С. Данилова был проведён комплекс изысканий по переделке пистолетов МСП и С4М в оружие боевых пловцов.